# عبد العزيز بن محمد بن عياف آل مقرن (وكيل الحرس الوطني)
الأمير عبد العزيز بن محمد بن عياف آل مقرن (1356 هـ / 1929 - 19 محرّم 1438 هـ / 20 أكتوبر 2016) وكيل الحرس الوطني لشؤون الأفواج سابقًا. شارك في تأسيس الحرس الوطني بجانب الأمير عبد الله بن فيصل الفرحان آل سعود.
| الأبناء: الجوهره بنت عبدالعزيز بن عياف - فهد بن عبدالعزيز بن عياف - البندري بنت عبدالعزيز بن عياف - خالد بن عبدالعزيز بن عياف - بندر بن عبدالعزيز بن عياف - ساره بنت عبدالعزيز بن عياف - نوره بنت عبدالعزيز بن عياف - هند بنت عبدالعزيز بن عياف - حصه بنت عبدالعزيز بن عياف - محمد بن عبدالعزيز بن عياف - موضي بنت عبدالعزيز بن عياف - عبدالرحمن بن عبدالعزيز بن عياف - عبدالله بن عبدالعزيز بن عياف - هيفاء بنت عبدالعزيز بن عياف - مشاعل بنت عبدالعزيز بن عياف

## النسب
هو عبد العزيز بن محمد بن عبد العزيز بن مشاري بن عبد الله بن عياف بن مقرن بن مرخان بن إبراهيم بن موسى بن ربيعة بن مانع بن ربيعة المريدي.

## العمل
عين الأمير عبد العزيز بن محمد بن عياف آل مقرن أميرًا للأفواج عام 1374 هجرية. ثم عين وكيلًا للحرس الوطني للشؤون العسكرية والتموين. ثم تم تغيير المسمى إلى وكيل الحرس الوطني للشؤون العسكرية ومع التطور تغير المسمى إلى وكيل الحرس الوطني لشؤون الافواج إلى أن أُحيل إلى التقاعد.